# 井上光成
井上 光成（いのうえ こうせい、1955年 - ）は、日本のスポーツライター。福岡市出身。佛教大学社会学部卒業。

## 人物
1980年、フリーでスポーツノンフィクションを書き始める。以来、Numberノンフィクション新人賞最終選考3回。
2000年、メールマガジン「負け犬でも良いじゃないか！で終わりたくない人たち」を配信開始。プロ野球ホークス球団を取材、記事執筆を始める。
2003年、特定非営利活動法人「スポーツGEAR」を立ち上げ、メンタルサポートや広報事業を行う｡
日本スポーツ心理学会会員。九州スポーツ心理学会員。

## 著書
- 「外されたテント」（プロジェクト福岡）・Numberノンフィクション新人賞最終選考
- 「遥かなる甲子園」（海鳥社）
- 「風をあつめて」（オフィスMASAGO）・ミズノスポーツライター賞最終選考
- 「2003メールマガジン集」（スポーツGEAR）
- 「らいなー」（スポーツGEAR）